# Шпаристість
Шпаристість, шпаруватість – сукупність пор, тріщин, каналів та інших пустот у гірському масиві незалежно від їх форм і розмірів. Розрізняють також пористість гірських порід, тріщинуватість і т. ін.

## Інші значення
- шпаруватість — один з класифікаційних ознак імпульсних систем.